# Misionáři svaté Rodiny
Misionáři Svaté Rodiny (Congregatio Missionariorum a Sancta Familia, Missionari della Sacra Famiglia, ve zkratce MSF) je institut zasvěčeného života v katolické církvi, kongregace kleriků, která má za cíl misionářskou práci se speciálním ohledem na pozdní kněžská povolání a pastoraci rodin.

## Historie
Jean Baptiste Berthier (1840-1908) byl knězem kongregace Salettinů, který chtěl založit zvláštní seminář pro ty, kteří se chtějí stát kněžími, ale zabraňuje jim v tom buď vyšší věk (jedná se otzv. "pozdní povolání") nebo nedostatek finančních prostředků. Vedení jeho kongregace odmítlo takový seminář založit, a proto se Betrhier za podpory papeže Lva XIII. rozhodl založit vlastní kongregaci. Papež určil za protektora remeškého arcibiskupa kardinála Langénieuxe, vzhledem k politické situaci ve Francii nakonec došlo k založení kongregace v holandském Grave (Diecéze 's-Hertogenbosch) v roce 1895. V roce 1911 se stala nová instituce kongregací papežského práva, roku 1931 byly schváleny její konstituce.

## Současnost
V současné době má kongregace po celém světě asi tisícovku řeholníků, kteří žijí ve zhruba 80 komunitách. V České republice působí od roku 1999.